# ديف كليمنتس
ديف كليمنتس (بالإنجليزية: Dave Clements)‏ (15 سبتمبر 1945 في المملكة المتحدة - ) هو مدرب كرة قدم ولاعب كرة قدم أيرلندي شمالي في مركز جناح ‏. شارك مع منتخب أيرلندا الشمالية لكرة القدم. أما مع النوادي، فقد لعب مع شيفيلد وينزداي وكوفنتري سيتي ونادي إيفرتون ونيويورك كوسموس ووولفرهامبتون واندررز وكولورادو كاريبوز ‏.

## وصلات خارجية
- ديف كليمنتس على موقع الاتحاد الأوربي (الإنجليزية)
- ديف كليمنتس على موقع قاعدة بيانات كرة القدم.إي يو (الإنجليزية)
- ديف كليمنتس على موقع ناشيونال فوتبول تيمز (الإنجليزية)
- ديف كليمنتس على موقع عالم كرة القدم.نت (الإنجليزية)